# Sartoris
Sartoris (título original: Sartoris) es una novela del escritor estadounidense William Faulkner, publicada en 1929. 
Durante tres años, Faulkner intentó publicar la novela pero los editores la rechazaban. Cuando consiguió editor, este le quitó cuarenta mil palabras y puso el título Sartoris. Por fin, en 1973, después de la muerte del autor y más con fines comerciales que otra cosa, se publicó la versión completa con el título elegido por Faulkner: Banderas en el polvo (Flags in the Dust).
La novela es el comienzo de las historias que Faulkner desarrollará en el ficticio condado de Yoknapatawpha en novelas y relatos cortos posteriores.
El personaje en torno al que gira la acción, el coronel Sartoris, que ha muerto, está basado en  el coronel William Clark Falkner, bisabuelo del escritor, que luchó en la Guerra de Secesión.
La novela trata de la decadencia de una familia aristocrática de Mississippi y la presencia de una supuesta maldición que la persigue y que fue generada por el coronel John Sartoris, del que se narran sus acciones durante la época de la Guerra de Secesión.

## Argumento
Después del fin de la Primera Guerra Mundial. Bayard Sartoris regresa a Jefferson perseguido por el recuerdo de la muerte de su hermano gemelo, John. Los dos han sido pilotos de combate. 
Bayard, atraído por el riesgo y la violencia, sufre un grave accidente de auto. Convelescente, inicia una relación amorosa con Narcissa Benbow, con la que se casará después de jurarle que nunca más arriesgará su vida. Pero no cumple con la promesa y tiene un nuevo accidente en el que muere el viejo Bayard.
Bayard se va de Jefferson, dejando a su esposa embarazada. Terminará matándose en otro accidente, esta vez, probando un avión. Muere justo el día en que nace su hijo.